# БА-11
БА-11 —  радянський важкий бронеавтомобіль на базі армійського вантажного автомобіля підвищеної прохідності ЗІС-6.

## Історія
Протягом 1936–1937 на Московському автозаводі проектувалося спеціальне укорочене шасі ЗІС-6К з двигуном підвищеної потужності, що був розміщений нижче на рамі, та з додатковим заднім кермом. Був побудований макетний зразок автомобіля. Позитивні результати цієї роботи дозволили взимку 1938 почати створення нового важкого бронеавтомобіля БА-11 (шасі — ЗІС-34). Компонування виконував інженер Айзенберг, шасі розробляли конструктори Саломатін, Фіттерман, Смолін та інші. Одночасно на Іжорському заводі під керівництвом інженера Баранова проектувався достатньо сучасний на ті часи бронекорпус.
До кінця 1938 на ЗІСі вже було зібрано експериментальні шасі з макетними бронекорпусами, а через рік Іжорський завод побудував перші прототипи бронеавтомобіля БА-11. Взяти участь у  фінській війні, як це планувалося, він не встиг.
Після проведення випробувань Московський автозавод почав освоювати конвеєрну збірку шасі ЗІС-34. Протягом 1940 було побудовано 16 бронемашин, включаючи БА-11Д. Почати масове виробництво не вдалося — Іжорський завод був відрізаний  блокадою Ленінграда. На початку війни робились спроби випуску БА-11 на Подольському заводі імені Баранова.

## Опис конструкції

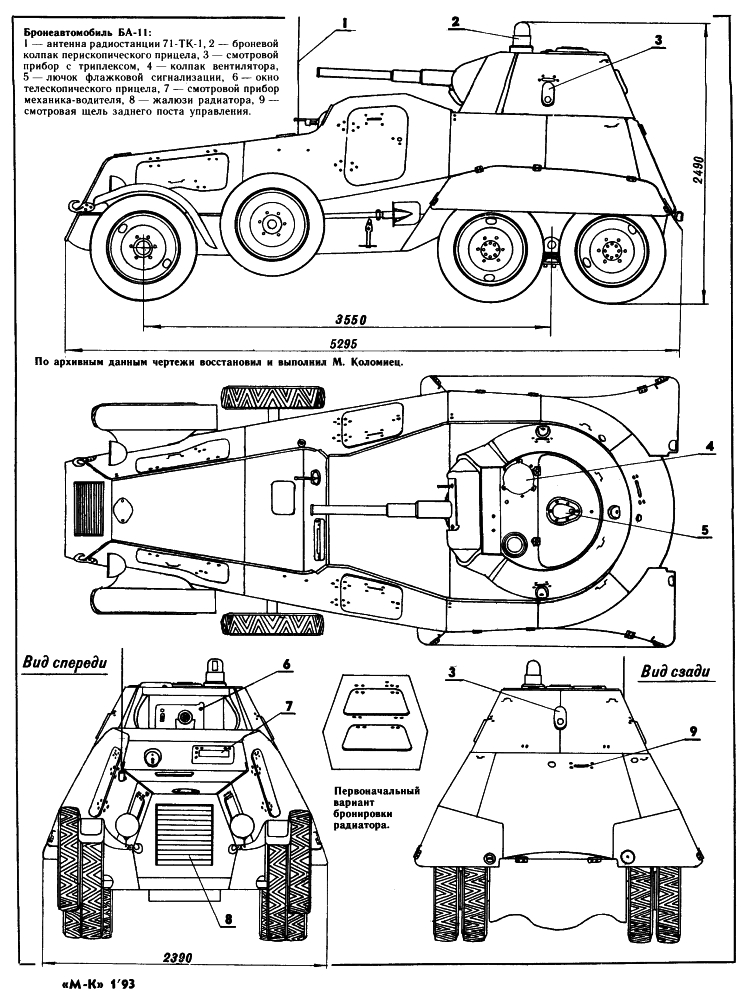
Креслення БА-11

Стандартний «зісівський» двигун був форсований до 93 к.с. (з алюмінієвою головкою — до 99 к.с.), переважно збільшенням ступеню стискання, частоти обертання та покращення наповнення циліндрів. Надійність його роботи підвищувало дублювання запалення — від магнето та від батареї. Свічки запалення були екрановані, щоб не створювати перешкод радіоприймачу. Наявність реверсу в демультиплікаторі давало 11 передач вперед та 6 — назад, при цьому швидкість заднього ходу досягала 90 % від переднього. Було обладнано повноцінний задній пост управління. Всередині бронеавтомобіля був наявний механізм ручного запуску двигуна. Раму вкоротили на 400 мм; відповідно вкоротили і базу (на 350 мм). Був посилений передній міст. Кулестійкі шини збільшеного розміру мали великі ґрунтозачепи. Прохідність автомобіля підвищували ланцюги «Оверолл», які надягалися на задні колеса та запасні колеса з боків з можливістю вільного обертання, тоді загальноприйняте. БА-11 міг долати підйом по ґрунту до 22°. Присадкуватий корпус зі значним нахилом всіх броньових листів підвищеної товщини мав надійно захищати екіпаж від бронебійних та великокаліберних куль, окремих осколків. Низька башта раціональної форми мала таке озброєння, як і основні бронеавтомобілі та танки Червоної Армії (могутнішої гармати з помірною віддачею тоді ще не було), але боєкомплект до неї був збільшений до 114 снарядів. Бронеавтомобіль був стійким під час стрільби. Кулеметів знову стало два (всього 3087 патронів) — спарений з гарматою та в шаровій установці в лобовому листі, вогонь з якого вів командир. Він же працював і на дуплексній радіостанції. Екіпаж мав кулестійкі прилади спостереження ПТ-К.

## Бойове застосування

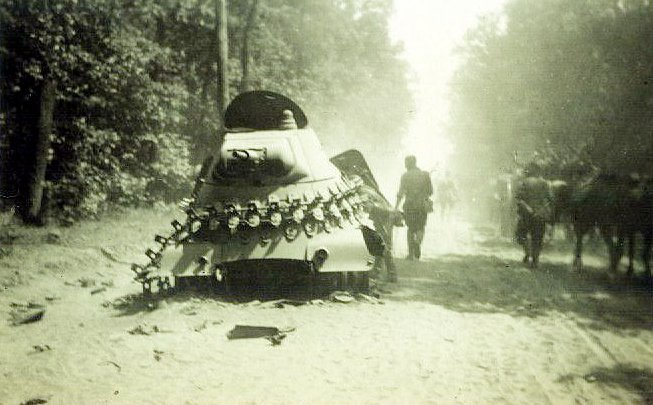
Підбитий БА-11

Ба-11 використовувався в початковий період Німецько-радянської війни на  Ленінградському фронті. За бронюванням, вогневою міццю, рухомістю та запасом ходу Ба-11 дещо перевершував піхотний танк тих років Т-26. На шосе, при аналогічній потужності двигуна розвивав вдвічі більшу швидкість. Це зумовило і бойове значення бронеавтомобіля — маневрена вогнева підтримка атаки піхоти та кавалерії, якісне посилення автоброне-з'єднань, озброєних середніми бронеавтомобілями, боротьба з бронесилами та вогневими точками ворога.

## Модифікації
1940 на шасі ЗІС-34Д був установлений дослідний автомобільний 6-циліндровий дизель ЗІС-Д-7 (конструктори Сметанніков, Будніков, Мочалін) потужністю 96-98 к.с. при 220 об/хв. 1941 проходив випробування перший радянський дизельний бронеавтомобіль Ба-11Д. Через важчий двигун маса автомобіля зросла до 8,65 т; завдяки більшій економічності, запас ходу при тих же баках (150 л) зріс до 33%. Максимальна швидкість на шосе впала до 48 км/год — потрібно було змінювати передавальні числа в головній передачі, проте кращі тяглові характеристики дизеля дозволили підняти середню швидкість на шосе до 39,8 км/год, що було непогано для бронеавтомобіля подібного класу. Зросла пожежна безпека автомобіля. Освоїти двигун Д-7 до кінця війн не встигли, проте він став основою вдалого тракторного 4-циліндрового дизеля Д-35, що набув широкого розповсюдження після війни.

## Оцінка машини
За озброєнням БА-11 перевершував зарубіжні зразки важких бронеавтомобілів, а дизельний БА-11Д взагалі не мав аналогів. Проте, неповнопривідні шасі, навіть відносно потужні та надійні, вже не могли забезпечити потрібної мобільності на бездоріжжі. Потрібен був тривісний автомобіль з усіма ведучими колесами. Таке шасі ЗІС-36 (6х6) з шестерінчатими задніми мостами було виготовлено восени 1940 та відправлено для бронювання в Колпіно; проте появі нового, більш сучасного бронеавтомобіля завадила війна. Вона ж показала, що колісні бронемашини можуть розвиватися лише на повноприводному шасі.